# Yelena Samarina
Yelena Samárina (de soltera Yelena Gueórguievna Vologzháninova | Vologzhánina, Volozhánina) (Omsk, 16 de diciembre de 1927 - Madrid, 4 de mayo de 2011) fue una actriz de origen ruso afincada en España.

## Biografía
Tras finalizar sus estudios elementales ingresó en la colegio Compañía de Teatro de Moscú, donde se graduó a mediados de la década de 1950. Durante sus años de estudiante, se casó con el hijo de exiliados españoles, Juan Manuel López Iglesias y ambos se trasladaron a vivir a Madrid en 1956 cuando él es repatriado.
A partir de ese momento, dado su físico enjuto e inquietante, se convierte en una intérprete de reparto realmente atípica en la cinematografía española, que generalmente la reclama bien para encarnar personajes torvos, perversos, sexualmente anómalos o antipáticos en films de géneros dispares en cuanto a calidad, bien para protagonizar papeles oscuros y alegóricos en films experimentales o de autor.
Desde su inicio como actriz en 1958 hasta su retirada definitiva en 2004 participó en más de 60 películas y en diversas series de televisión, entre las que cabe destacar Celia y Los pazos de Ulloa.
Murió en 2011 a la edad de 83 años.

## Filmografía completa
- Aquellos tiempos del cuplé (1958)
- ¡Viva lo imposible! (1958)
- Un vaso de whisky (1958)
- Ejército blanco (1959)
- S.O.S., abuelita (1959)
- Siempre es domingo (1961)
- Ventolera (1961)
- Abuelita Charlestón (1962)
- El balcón de la luna (1962)
- Dulcinea (1963)
- Escuadrilla de vuelo (1963)
- Chantaje a un torero (1963)
- Los felices sesenta (1963)
- Amador (1965)
- Los cuatro implacables (1965)
- Currito de la Cruz (1965)
- Muerte en primavera (1965)
- Nueve cartas a Berta (1965)
- La dama del alba (1966)
- De barro y oro (1966)
- Culpable para un delito (1967)
- La casa de las mil muñecas (1967)
- Una historia de amor (1967)
- El filo del miedo (1967)
- Agonizando en el crimen (1968)
- Colpo sensazionale al servizio del Sifar (1968)
- Ditirambo (1969)
- Manos torpes (1969)
- Las secretas intenciones (1970)
- Sin un adiós (1970)
- La noche de Walpurgis (1971)
- El Cristo del océano (1971)
- Las melancólicas (1971)
- Españolas en París (1971)
- El hombre oculto (1971)
- Tirarse al monte (1971)
- La orilla (1971)
- La hija de Drácula (1972)
- La mansión de la niebla (1972)
- Diario íntimo de una ninfómana (1973)
- La letra escarlata (1973)
- La muerte incierta (1973)
- El misterio del castillo rojo (1973)
- Cebo para una adolescente (1974)
- La noche de los asesinos (1974)
- Manchas de sangre en un coche nuevo (1975)
- La muerte ronda a Mónica (1976)
- Un silencio de tumba (1976)
- La Carmen (1976)
- Clímax (1977)
- El puente (1977)
- A un dios desconocido (1977)
- Nido de viudas (1977)
- La mujer es un buen negocio (1977)
- Marcada por los hombres (1977)
- Las truchas (1978)
- Carne apaleada (1978)
- Tiempos de constitución (1978)
- Madrid al desnudo (1979)
- Silvia ama a Raquel (1979)
- Sal gorda (1984)
- Réquiem por un campesino español (1985)
- Lulú de noche (1986)
- El Lute (camina o revienta) (1987)
- El túnel (1988)
- Don Juan en los infiernos (1991)
- Krapatchouk (1992)
- La duquesa roja (1997)